# Валдайцев, Василий Ефимович
Васи́лий Ефи́мович Валда́йцев (20 марта 1913, Валдайский уезд — 5 января 1981, Ленинград) — советский оператор игрового и неигрового кино, фронтовой кинооператор в годы Великой Отечественной войны.

## Биография
Родился в деревне Любитово (ныне — Бологовский район Тверской области).
С 1930 года после двух лет обучения в Ленинградском фотокинотехникуме работал на ленинградской кинофабрике «Белгоскино». В качестве помощника оператора принимал участие в картинах: «Печать времени» (1932), «Первый взвод» / «Западный фронт» (1933), «Кто твой друг?» / «Жулик» (1934), «Девушка спешит на свидание» (1936), «Медведь» (1938). В качестве второго оператора — «Человек в футляре» (1939).
В 1935—1937 годах служил в Красной армии. В 1940 году перешёл на Ленинградскую студию малых форм, где участвовал в фильмах: «Будем знакомы», «Преступление и наказание», «Приятели» (1940), «Приключения Корзинкиной» (1941).
С января 1942 года — на Ленинградской студии кинохроники (с апреля 1942 года — Ленинградская объединённая киностудия ). С июня 1942 года работал в киногруппе Ленинградского фронта, участвовал в Синявинской операции (1942), Операции «Искра» (1943) и других.
По окончании войны — оператор на Ленкинохронике (с 1968 года — Ленинградская студия документальных фильмов). Кроме фильмов является автором сюжетов для кинопериодики: «Ленинградская кинохроника», «Наш край», «Новости дня», «Пионерия», «Северный киножурнал», «Советская Карелия», «Советский воин», «Советский спорт».
Член Союза кинематографистов СССР (Ленинградское отделение) с 1962 года.

## Фильмография
- 1938 — Дядя Костя (рекламный)
- 1948 — Товарищ С. (рекламный)
- 1942 — Ленинград в борьбе (в соавторстве)
- 1945 — ХXVIII годовщина Октября (в соавторстве)
- 1945 — 220 лет Академии Наук (в соавторстве)
- 1945 — Ленинград встречает победителей (в соавторстве)
- 1945 — Физкультурный парад (в соавторстве)
- 1948 — В лесах Севера (в соавторстве)
- 1948 — Песня колхозных полей (в соавторстве)
- 1949 — Сибирь Советская (в соавторстве)
- 1952 — Первенство Советского Союза по лёгкой атлетике (совместно с С. Фоминым, Я. Блюмбергом, Б. Козыревым, С. Масленниковым, Г. Трофимовым, А. Погорелым)[6]
- 1953 — 1-е Мая в городе Ленинграде (в соавторстве)
- 1953 — День Военно-Морского Флота СССР (в соавторстве)
- 1953 — На зимнем стадионе (совместно с О. Ивановым, С. Масленниковым, Ф. Овсянниковым, Г. Симоновым)[7]
- 1954 — Дружеская встреча (в соавторстве)[8]
- 1954 — Трубчевские коноплеводы (в соавторстве)
- 1955 — Люди доброй воли (совместно Г. Донцом, С. Барташевичем, В. Гулиным, С. Масленниковым, Ф. Овсянниковым, В. Страдиным)[9]
- 1955 — На крайнем севере (совместно с Г. Донцом)
- 1955 — Фестиваль ленинградской молодёжи (в соавторстве)[10]
- 1956 — В селе Мурыгино[11]
- 1957 — На карельской земле (совместно с Г. Трофимовым)
- 1958 — Встреча пятиборцев (в соавторстве)
- 1959 — Ижорцы[12]
- 1960 — Индонезия (в соавторстве)
- 1960 — Сибирь Советская
- 1961 — Песня о Севере (совместно с И. Акменом)
- 1962 — К новым рубежам (совместно с В. Максимовичем)[13]
- 1962 — Школа героев (совместно с С. Школьниковым, С. Фридом)
- 1963 — Мир во имя жизни (в соавторстве)
- 1964 — Больше торфо-минеральных удобрений
- 1964 — Октябрьская скоростная (в соавторстве)
- 1966 — Испытание[14]
- 1967 — Итак, финал! (совместно с Я. Блюмбергом, Я. Гринбергом, М. Массом, П. Мостовым, К. Станкевичем, Э. Шинкаренко, А. Шафраном)[15]
- 1969 — Города-братья (совместно с Ю. Александровым, А. Ивановым, В. Угольниковым)[16]

## Награды
- медаль «За оборону Ленинграда»[17];
- медаль «За победу над Германией в Великой Отечественной войне 1941—1945 гг.» (1945)[17];
- медаль «За доблестный труд в Великой Отечественной войне 1941—1945 гг.» (1946)[3];
- медали СССР[1].